# پوپنهاوزن
پوپنهاوزن (به آلمانی: Poppenhausen) یک شهر در آلمان است که در بایرن واقع شده‌است.

## خصوصیات
پوپنهاوزن ۳۹٫۱۳ کیلومترمربع مساحت دارد ۲۵۰ متر بالاتر از سطح دریا واقع شده‌است.